# 近爪牙龍屬
近爪牙龍屬（學名：Paronychodon）是獸腳亞目的一屬恐龍，生存於上白堊紀的美國蒙大拿州。牠的化石只有牙齒。由於只有化石的碎片，故被認為是疑名。
模式種是湖畔近爪牙龍（P. lacustris），是由愛德華·德林克·科普（Edward Drinker Cope）在1876年發現、命名的。化時發現於美國蒙大拿州的朱迪斯河組地層，地質年代約7500萬年前的坎潘階。第二個種是P. caperatus，化石發現於懷俄明州的蘭斯組地層，地質年代約6550萬年前的馬斯垂克階，最初被歸類於哺乳類的Tripriodon。之後，許多有類似牙齒特徵的化石，被暫時歸類於近爪牙龍，這些化石的發現地層、地質年代非常廣泛，最早的化石發現於西班牙，地質年代為白堊紀早期的巴列姆階，約1億2500萬年前。
這些被歸類於近爪牙龍的牙齒非常小，可能來自於不同種類的未成年恐爪龍類恐龍。在早期，近爪牙龍被認為類似Zapsalis，另一個只根據牙齒而被建立的物種；目前Zapsalis被歸類為理查德伊斯特斯龍的異名，而理查德伊斯特斯龍可能屬於馳龍科。在不同研究裡，近爪牙龍的牙齒化石，曾被歸類於虛骨龍科、似鳥龍類、馳龍科、傷齒龍科、甚至始祖鳥科，多在虛骨龍類的範圍裡。在目前學界裡，多將近爪牙龍視為無法歸類的獸齒類牙齒，少數將近爪牙龍歸類於恐爪龍類。在2005年的一項牙齒研究，則認為近爪牙龍的牙齒，與傷齒龍科拜倫龍的牙齒有相同特徵。